# Élections sénatoriales de 2004 dans le Tarn
Les élections sénatoriales dans le Tarn ont eu lieu le dimanche 26 septembre 2004. Elles ont eu pour but d'élire les sénateurs représentant le département au Sénat pour un mandat de dix années.

## Contexte départemental
Lors des élections sénatoriales du 24 septembre 1995 dans le Tarn, deux sénateurs PS ont été élus, Georges Mazars et Jean-Marc Pastor.
Depuis, tous les effectifs du collège électoral des grands électeurs ont été renouvelés, avec les élections législatives françaises de 2002, les élections régionales françaises de 2004, les élections cantonales de 2001 et 2004 et les élections municipales françaises de 2001. 

## Sénateurs sortants
| Sénateur | Sénateur         | Parti | Fonctions lors de l'élection en 1995 |
| -------- | ---------------- | ----- | ------------------------------------ |
|          | Roger Lagorsse   | PS    | Conseiller général                   |
|          | Jean-Marc Pastor | PS    | Conseiller général, maire du Ségur   |

## Présentation des candidats et des suppléants
Les nouveaux représentants sont élus pour une législature de 10 ans au suffrage universel indirect par les 1014 grands électeurs du département. Dans le Tarn, les sénateurs sont élus au scrutin majoritaire à deux tours. Leur nombre reste inchangé, 2 sénateurs sont à élire. Ils sont 10 candidats dans le département, chacun avec un suppléant.
| T/S | Candidats | Candidats          | Parti | Principale fonction |
| --- | --------- | ------------------ | ----- | ------------------- |
| T   |           | Rosanna Balard     | PCF   |                     |
| S   |           |                    | PCF   |                     |
| T   |           | Philippe Fournier  | PCF   |                     |
| S   |           |                    | PCF   |                     |
| T   |           | Jacqueline Alquier | PS    |                     |
| S   |           |                    | PS    |                     |
| T   |           | Jean-Marc Pastor   | PS    | Sénateur sortant    |
| S   |           |                    | PS    |                     |
| T   |           | Henri Géraud       | UDF   |                     |
| S   |           |                    | UDF   |                     |
| T   |           | Henri Féral        | DVD   |                     |
| S   |           |                    | DVD   |                     |
| T   |           | Robert Pistre      | UMP   |                     |
| S   |           |                    | UMP   |                     |
| T   |           | Albert Mamy        | UMP   | Maire de Sorèze     |
| S   |           |                    | UMP   |                     |
| T   |           | Pierre Vignau      | FN    |                     |
| S   |           |                    | FN    |                     |
| T   |           | Jacqueline Garnier | MNR   |                     |
| S   |           |                    | MNR   |                     |

## Résultats
| Candidat et parti politique | Candidat et parti politique | Candidat et parti politique | Premier tour | Premier tour | Second tour | Second tour |
| Candidat et parti politique | Candidat et parti politique | Candidat et parti politique | Voix         | %            | Voix        | %           |
| --------------------------- | --------------------------- | --------------------------- | ------------ | ------------ | ----------- | ----------- |
|                             | Jean-Marc Pastor            | PS                          | 641          | 65,34        |             |             |
|                             | Jacqueline Alquier          | PS                          | 378          | 38,53        | 500         | 52,03       |
|                             | Robert Pistre               | UMP                         | 300          | 30,58        | 414         | 43,08       |
|                             | Henri Géraud                | UDF                         | 159          | 16,21        | Retrait     | Retrait     |
|                             | Henri Féral                 | DVD                         | 107          | 10,91        | 38          | 3,95        |
|                             | Albert Mamy                 | UMP                         | 101          | 10,30        | Retrait     | Retrait     |
|                             | Philippe Fournier           | PCF                         | 50           | 5,10         | Retrait     | Retrait     |
|                             | Rosanna Balard              | PCF                         | 45           | 4,59         | Retrait     | Retrait     |
|                             | Pierre Vignau               | FN                          | 10           | 1,02         | 9           | 0,94        |
|                             | Jacqueline Garnier          | MNR                         | 8            | 0,82         | Retrait     | Retrait     |
|                             |                             |                             |              |              |             |             |
| Inscrits                    | Inscrits                    | Inscrits                    | 1 014        | 100,00       | 1 014       | 100,00      |
| Abstentions                 | Abstentions                 | Abstentions                 | 19           | 1,87         | 15          | 1,48        |
| Votants                     | Votants                     | Votants                     | 995          | 98,13        | 999         | 98,52       |
| Blancs et nuls              | Blancs et nuls              | Blancs et nuls              | 14           | 1,41         | 38          | 3,80        |
| Exprimés                    | Exprimés                    | Exprimés                    | 981          | 98,59        | 961         | 96,20       |